# Nakra (Mestia)
Nakra (en georgiano y esvano: ნაკრა) es un pueblo de Georgia ubicada en el noreste de la región de Mingrelia-Alta Esvanetia, siendo parte del municipio de Mestia.

## Demografía
La evolución demográfica de Nakra entre 2002 y 2014 fue la siguiente:
| 384                                             | 178 |
| (Fuente: Population of Georgia in Soviet times) |     |

Según el censo de 2014, los georgianos (esvanos) constituían el 100% de la población.